# Australische herder
De Australische herder is een hondenras dat afkomstig is uit de Verenigde Staten. De oorsprong ligt in Noord-Amerika, waar fokkers Europese en Australische honden kruisten. Tegelijkertijd werden vanuit Europa Merinoschapen eerst naar Australië en later naar de VS geëxporteerd. De herders kregen dus de verwarrende naam Australian shepherd door de schapen. De opvatting dat dit ras, net als de Australische veedrijvershond, zou zijn ontstaan uit een kruising met een dingo is onjuist.
Een eerste fokboek werd voor de Australian shepherd pas rond 1970 opgestart. In 1971 werd de officiële registratie van de honden door de in 1957 in Arizona gestichte Australian Shepherd Club of America (ASCA) overgenomen. De rasstandaard van het ASCA werd in 1977 van kracht. Sinds de jaren 1990 voert de American Kennel Club (AKC) ook een fokboek voor Australian shepherds en heeft het een eigen rasstandaard ontwikkeld, die sinds 1993 van kracht is.
Sinds 1996 is de Australian shepherd ook door het Fédération Cynologique Internationale (FCI) erkend.

## Beschrijving

### Uiterlijk
De Australian shepherd is een middelgrote hond met afgewogen proporties. De vacht is halflang en heeft een licht kruis. Op de kop, de buitenzijde van de oren en de voorkant van de voorpoten is de vacht glad. De vacht heeft een krachtige en wisselvallige kleur, van blue-merle of red-merle tot eenkleurig zwart (black) of bruin (red) of helemaal wit. Variaties zijn koperkleurige (copper) en/of witte (white) aftekeningen. Bij alle kleurslagen is de kleur rond de ogen meestal zwart.
De ogen hebben de vorm van amandelen en zijn middelgroot. De kleur is aan variaties onderworpen en gaat van blauw tot bruin en amberkleurig. Er is een combinatie van deze kleuren mogelijk door vlekjes en marmering. De schofthoogte van teven is 45 tot 52 centimeter en die van reuen 52 tot 58 centimeter, het gewicht is 20 tot 30 kilogram.

#### Staart
Sommige Australische herders worden geboren met een natuurlijke ingekorte staart, andere hebben een volledige lange staart en een derde groep heeft een halfingekorte staart. Vroeger coupeerden fokkers de halve en volledige staarten van puppy's om te voorkomen dat ze zich als volwassen honden zouden verwonden tijdens het hoeden van vee.
In de Verenigde Staten en Canada stelt de rasstandaard dat het ras een natuurlijke korte staart of een gecoupeerde staart mag hebben, deze mag echter niet langer zijn dan 10 centimeter. Desondanks hebben er honden met lange en halve staarten deelgenomen aan hondenshows en zijn daar met een prijs bekroond.
In Europa is elke natuurlijke staartlengte toegestaan en is het couperen van staarten verboden.

### Karakter
Het ras werd voor hard herderswerk gefokt. De honden zijn zeer waakzaam en hebben een goed herdersinstinct. Desalniettemin is het geen klassieke waakhond, maar wordt hij door de overheid vaak als zoekhond gebruikt (voor drugs en dergelijke). De honden zijn in het algemeen vriendelijk.

## Gezondheid
De Australische herder kan verschillende gezondheidsproblemen hebben. Problemen met het zichtvermogen komen vaak voor alsook epilepsie. Het is sterk af te raden om twee honden met een merle vachtkleur met elkaar te laten fokken, aangezien puppy's die tweemaal het merle-gen erven een erg hoge kans hebben op blind- en doofheid.